# Salim Zerroug
Salim Zerroug (en arabe : سليم زروق) est un footballeur algérien né le 22 mai 1951 à Alger. Il évoluait au poste d'attaquant.

## Biographie
Il évolue en première division algérienne avec le club du MC Alger où il a été champion d'Algérie en 1972, puis il part jouer en première division belge au KV Courtrai.

## Palmarès
MC Alger
| - Championnat d'Algérie (1) : - Champion : 1971-72. - Coupe d'Algérie (1) : - Vainqueur : 1970-71. |  | - Coupe du Maghreb des vainqueurs de coupe (1) : - Vainqueur : 1971-72. |